# Master Fixit
Master Fixit è un cortometraggio muto del 1913 diretto da Ralph Ince.

## Produzione
Il film fu prodotto dalla Vitagraph Company of America.

## Distribuzione
Distribuito dalla General Film Company, il film - un cortometraggio di 200 metri - uscì nelle sale cinematografiche statunitensi il 15 ottobre 1913. Nelle proiezioni, veniva programmato con il sistema dello split reel, accorpato in un'unica bobina con un altro cortometraggio prodotto dalla Vitagraph, il documentario Buddhist Temples and Worshippers.